# Lischert
Lischert (Luxemburgs: Leschert) is een plaats in het Land van Aarlen, het Luxemburgstalige deel van de Belgische Provincie Luxemburg. Tot de gemeentelijke herindeling van 1977 in het arrondissement Aarlen hoorde de plaats bij de gemeente Thiaumont, die toen opging in de gemeente Attert.
Deelgemeenten: Attert · Nobressart · Nothomb · Thiaumont · Tontelange

Overige kernen: Almeroth · Grendel · Heinstert · Lischert · Lottert · Louchert · Luxeroth · Metzert · Parette · Post · Rodenhoff · Schadeck · Schockville

Belgische gemeenten · Arrondissement Aarlen · Luxemburg · Wallonië